# Jon Horford
Jonathon Kelly "Jon" Horford (Lansing, Míchigan, 16 de octubre de 1991) es un exbaloncestista estadounidense, y nacionalizado dominicano. Con 2,08 metros de estatura, jugaba en la posición de ala-pívot. Es hijo del exbaloncestista Tito Horford y hermano menor del también baloncestista Al Horford.

## Trayectoria

### Universidad
Jon jugó cuatro temporadas de baloncesto universitario con los Wolverines de la Universidad de Míchigan, en las que promedió 2,9 puntos y 2,9 rebotes por partido. Luego disputó una temporada con los Gators de la Universidad de la Florida, donde promedió 6,5 puntos y 4,8 rebotes por partido.

### Profesional
A finales de abril de 2015, Horford firmó un contrato para jugar con los Indios de San Francisco de Macorís de la Liga Nacional de Baloncesto de la República Dominicana. Con los Indios, Jon sólo disputó 7 partidos porque abandonó el equipo en el mes de junio para unirse a los Atlanta Hawks para la NBA Summer League de 2015. En los siete partidos con los Indios, Jon promedió 2,7 puntos y 4,6 rebotes en 14,6 minutos por partido. En la NBA Summer League de 2015, sólo participó en un partido donde disputó cinco minutos. Sin embargo el 18 de septiembre de 2015, firmó un contrato para jugar con los Milwaukee Bucks, pero fue cortado el 7 de octubre.
[actualizar]

## Vida personal
Jon es hijo de Elizabeth y Tito Horford. Su padre fue el primer jugador nacido en República Dominicana en jugar en la NBA. Su hermano mayor Al lideró a los Florida Gators a dos campeonatos de la NCAA en 2006 y 2007, y fue seleccionado en la tercera posición del draft de la NBA de 2007 por los Atlanta Hawks.
En 2022 incursionó en política, postulándose como candidato a miembro de la Cámara de Representantes de Míchigan por el Distrito 77 en la elección interna del Partido Demócrata. Sin embargo no obtuvo los votos suficientes para acceder a la nominación.